# Enrico Trevisi
Enrico Trevisi (Asola, 5 agosto 1963) è un vescovo cattolico italiano, dal 2 febbraio 2023 vescovo di Trieste.

## Biografia
È nato ad Asola, in provincia e diocesi di Mantova, il 5 agosto 1963. È cresciuto a Pieve San Giacomo, in provincia e diocesi di Cremona.

### Formazione e ministero sacerdotale
Ha frequentato il seminario diocesano di Cremona.
L'8 novembre 1986 è stato ordinato diacono, nella cattedrale di Cremona, dal vescovo Enrico Assi, che lo ha ordinato anche presbitero il 20 giugno 1987.
Dopo l'ordinazione ha conseguito il dottorato in teologia morale presso la Pontificia Università Gregoriana di Roma e ha ricoperto diversi incarichi da docente: è stato, infatti, vicerettore e insegnante di teologia morale, dapprima nel seminario diocesano, dal 1990 al 1997 e in seguito, fino al 2022, presso lo Studio teologico interdiocesano di Crema, Cremona, Lodi e Vigevano. È stato docente all'Istituto superiore di scienze religiose a Mantova, alla Facoltà teologica dell'Italia settentrionale di Milano, e all'Università Cattolica del Sacro Cuore di Cremona.
Dal 1997 è stato responsabile dell'Ufficio di pastorale sociale e del lavoro, fino al 2003, e direttore del Centro pastorale diocesano, fino al 2004. Dal 2000 al 2005 ha ricoperto il ruolo di assistente spirituale delle ACLI.
Nel 2004 è diventato rettore del seminario diocesano di Cremona e membro del Consiglio presbiterale e del Collegio dei consultori; nel 2016 il vescovo Antonio Napolioni lo ha nominato parroco di Cristo Re in Cremona e coordinatore dell'area pastorale per le famiglie.

### Ministero episcopale
Il 2 febbraio 2023 papa Francesco lo ha nominato vescovo di Trieste; è succeduto all'arcivescovo Giampaolo Crepaldi, dimessosi per raggiunti limiti d'età. Il 25 marzo successivo ha ricevuto l'ordinazione episcopale, nella cattedrale di Santa Maria Assunta a Cremona, dal vescovo di Cremona Antonio Napolioni, co-consacranti Giampaolo Crepaldi, suo predecessore, e Dante Lafranconi, vescovo emerito di Cremona. Ha preso possesso della diocesi il 23 aprile, nella cattedrale di San Giusto a Trieste.
Nel luglio 2024 si è espresso contro la condizione disumanizzante delle carceri italiane, a seguito della rivolta dei detenuti di Trieste.

## Genealogia episcopale
La genealogia episcopale è:
- Cardinale Scipione Rebiba
- Cardinale Giulio Antonio Santori
- Cardinale Girolamo Bernerio, O.P.
- Arcivescovo Galeazzo Sanvitale
- Cardinale Ludovico Ludovisi
- Cardinale Luigi Caetani
- Cardinale Ulderico Carpegna
- Cardinale Paluzzo Paluzzi Altieri degli Albertoni
- Papa Benedetto XIII
- Papa Benedetto XIV
- Cardinale Enrico Enriquez
- Arcivescovo Manuel Quintano Bonifaz
- Cardinale Buenaventura Córdoba Espinosa de la Cerda
- Cardinale Giuseppe Maria Doria Pamphilj
- Papa Pio VIII
- Papa Pio IX
- Cardinale Alessandro Franchi
- Cardinale Giovanni Simeoni
- Cardinale Antonio Agliardi
- Cardinale Basilio Pompilj
- Cardinale Adeodato Piazza, O.C.D.
- Cardinale Sebastiano Baggio
- Vescovo Alessandro Maggiolini
- Vescovo Dante Lafranconi
- Vescovo Antonio Napolioni
- Vescovo Enrico Trevisi

## Opere
- Enrico Trevisi, Coscienza morale e obbedienza civile: linee dell'attuale dibattito teologico, Edizioni Dehoniane Bologna, 1992, ISBN 8810404718.
- Enrico Trevisi, Coscienza e libertà. Il cammino della fede cristiana, Paoline Editoriale Libri, 1995, ISBN 8831510916.